# Maguda suffusa
Maguda suffusa là một loài bướm đêm trong họ Noctuidae.